# Сиб-Транзит (мини-футбольный клуб)
МФК Сиб-Транзит — российский мини-футбольный клуб из Новокузнецка, Кемеровская область. Выступал в PARI-Суперлиге по мини-футболу в сезоне 2023/2024, после чего вернулся в PARI-Высшую лигу.

## История клуба
Мини-футбольный клуб «Сиб-Транзит» был создан в 2014 году. В 2018 году коллектив занял 1-е место в Первой лиге в зоне «Сибирь» среди любительских команд. В сезонах 2018/19 и 2019/20 новокузнецкая команда становилась шестой в Высшей лиге конференции «Восток». В сезоне 2020/21 «Сиб-Транзит» по итогам регулярного Первенства финишировал на 4-м месте и впервые пробился в плей-офф, где в 1/8 финала дважды уступил сургутскому «Факелу» — 2:5 и 6:7. В сезоне 2021/22 клуб стал вторым по итогам регулярного Первенства на «Востоке». В плей-офф команда добралась до полуфинала, выбив дубль «Газпром-Югры» (2:2, 7:4) и «Сибиряк» (10:8, 4:6). Но затем уступила КПРФ-2 — 1:2 и 1:11. В серии за 3-е место «Сиб-Транзит» победил в гостях «Ростов» — 1:0, но дома уступил — 3:5.
В сезоне 2022/23 «Сиб-Транзит» под руководством Игоря Путилова стал обладателем Кубка восточной конференции. По итогам регулярного Первенства на «Востоке» команда финишировала на 3-м месте. В 24 матчах «Сиб-Транзит» набрал 54 очка — 17 побед, 3 ничьи и 4 поражения. Команда забила 102 мяча и пропустила 58. Лучший бомбардир — Дмитрий Хусаинов (34 гола). В 1/8 финала «Сиб-Транзит» встречался с «Саратов-Волгой». Матч в Саратове завершился победой гостей — 2:5. Во второй игре, которая проходила в Кемерове, «Саратов-Волга» взяла реванш — 4:2. Третий матч завершился уверенной победой «Сиб-Транзита» — 5:1. В четвертьфинале клуб из Новокузнецка встречался с ЛКС. Первый матч, который прошёл в Новосибирске, завершился вничью 4:4, а в серии пенальти точнее были липчане. Во второй игре в Липецке ЛКС одержал победу 4:2 и не пустил «Сиб-Транзит» в полуфинал.
Клуб дебютировал в Суперлиге в 2023 году под руководством Евгения Давлетшина и стал одним из открытий сезона.

## Выступления в Чемпионатах России
| Сезон   | Лига              | Занятое место                        |
| ------- | ----------------- | ------------------------------------ |
| 2017/18 | Первая Лига (III) | 1 в зоне «Сибирь»                    |
| 2018/19 | Высшая Лига (II)  | 6 в зоне «Восток»                    |
| 2019/20 | Высшая Лига (II)  | 6 в зоне «Восток»                    |
| 2020/21 | Высшая Лига (II)  | 1/8 финала (4 место в зоне «Восток») |
| 2021/22 | Высшая Лига (II)  | 4 (2 место в зоне «Восток»)          |
| 2022/23 | Высшая Лига (II)  | 1/8 финала (3 место в зоне «Восток») |
| 2023/24 | Суперлига (I)     | 12                                   |

## Состав команды
| №  |             | Поз. | Имя               | Год рождения |
| -- | ----------- | ---- | ----------------- | ------------ |
| 1  | Флаг России | Вр   | Никита Кречетов   | 2006         |
| 45 | Флаг России | Вр   | Петр Понасенко    | 1994         |
| 87 | Флаг России | Вр   | Альберт Агаджанов | 1994         |
| 9  | Флаг России | нап  | Виктор Лейфельд   | 1996         |
| 7  | Флаг России | Защ  | Максим Панов      | 1994         |
| 6  | Флаг России | нап  | Дмитрий Хусаинов  | 1997         |
| 13 | Флаг России | Защ  | Иван Мартынов     | 2002         |
| 22 | Флаг России | нап  | Александр Дятлов  | 2006         |

| №  |             | Поз. | Имя                | Год рождения |
| -- | ----------- | ---- | ------------------ | ------------ |
| 71 | Флаг России | защ  | Данил Попов        | 2001         |
| 89 | Флаг России | защ  | Мухаммаджон Умаров | 2006         |
| 31 | Флаг России | защ  | Иван Костянной     | 1998         |
| 3  | Флаг России | защ  | Донер Аманбаев     | 1997         |
| 20 | Флаг России | защ  | Алексей Саблин     | 1996         |
| 8  | Флаг России | Нап  | Путрус Васильев    | 1997         |
| 10 | Флаг России | защ  | Игорь Зайков       | 1998         |

## Достижения
Региональные: 
- Чемпионат Кузбасса (3 раза): 2019/2020, 2020/2021, 2021/2022
- Кубок Кузбасса (3 раза): 2019/2020, 2020/2021, 2021/2022

В рамках первенств и чемпионатов России:
- Победитель Первой лиги чемпионата России: 2017/2018
- Обладатели Кубка Конференции «Восток» 2022/23